# Mapania bougainvillensis
Mapania bougainvillensis är en halvgräsart som beskrevs av David Alan Simpson. Mapania bougainvillensis ingår i släktet Mapania och familjen halvgräs. Inga underarter finns listade i Catalogue of Life.